# 1-Cloro-1-fluoroetileno
1-Cloro-1-fluoroetileno ou 1-cloro-1-fluoroeteno, comercialmente FC-1131A, é o composto orgânico de fórmula química C2H2ClF, massa molecular 80,49. Apresenta ponto de fusão de -169°C e ponto de ebulição -24°C. É classificado com o número CAS 2317-91-1, EINECS 219-027-6 e Mol File 2317-91-1.mol.
É produzido a partir do 1,1-Dicloro-1-fluoretano, que reage com um álcali para remover cloreto de hidrogênio. A reação pode ser feita em fase gasosa ou em fase líquida.